# Isorropus funeralis
Isorropus funeralis là một loài bướm đêm thuộc phân họ Arctiinae, họ Erebidae.